# Кончится лето
«Кончится лето» («Жду ответа») — написанная весной 1990 года песня группы «Кино» из «Чёрного альбома», изданная уже после гибели Виктора Цоя. Песня была записана на портостудии на даче в Плиеньциемсе, куда Цой отправился отдыхать после концерта в Лужниках.

## История создания
Песня была написана в числе других, вошедших позднее в «Чёрный альбом», весной 1990 года, на квартире Наталии Разлоговой в московском районе Беляево, где тогда жили Виктор с Наталией. Запись осуществлялась на бытовой магнитофон под акустическую гитару. Впоследствии часть этой записи с неполным первым куплетом была опубликована в 2018 году.
Запись для будущего альбома летом 1990 года осуществлялась на портастудии «Yamaha MT-44» в посёлке Плиеньциемс под Юрмалой. В блокноте Виктора есть набросок трек-листа, в котором песня имеет название «Жду ответа». После гибели Цоя запись была доработана и вышла на «Чёрном альбоме» в январе 1991 года.
Известен также черновой вариант сведения песни, вышедший в 2002 году на Сборнике «Последние Записи».

## Анализ песни
По словам Е. И. Шаджановой, песня «Кончится лето» («Жду ответа»), как и все песни «Чёрного альбома», пронизана ожиданием и предчувствием смерти. В этой песне, как отмечает Шаджанова, посредством того, что движение сменяется статикой, реализуется и развивается семантика концепта «путь». В том, что внешние стимулы к действию не работают, а внутренних нет (двигаться дальше не имеет смысла и нет возможности вернуться назад), и заключается, по мнению Шаджановой, первый значимый момент для интерпретации концепта «путь».

Рукопись песни

Герой песни, по словам Шаджановой, чувствует, что зашёл в тупик или завершил свой путь, потеряв свой внутренний стимул. В последних же строках припева («…Я жду ответа. // Больше надежд нету. // Скоро кончится лето. // Это...»), как пишет Шаджанова, сосредоточено чувство приближения смерти. А тот факт, что Цой погиб на дороге этим же летом (15 августа 1990 года) автор называет символичным. Для лидера группы «Кино» это лето на самом деле стало последним.
Само пространство, в котором существует герой песни, согласно Шаджановой, смыкается вокруг него, заключая последнего в центре замкнутого цикла («...и так идут за годом год», «в сотый раз...»). Из-за этого ощущения, герой снова чувствует себя в безысходности и неуверенности («может, будет хоть день...»), от которого, казалось бы, он освободился. Шаджанова предполагает, что именно это изменение связано с ощущением приближения смерти, преследовавшим Цоя («жизнь пройдёт»).
По словам Н. К. Неждановой, песня «Кончится лето» («Жду ответа») пронизана иронией. Само существование в покое описано в песне иронично: «День едим, а три пьём // И, в общем, весело живём». Фраза «Дождь за окном» в песне говорит о существовании другого мира, где благополучие безнравственно. Герою Виктора Цоя дождь ближе, это его погода.

## Участники записи
- Виктор Цой — вокал
- Юрий Каспарян — лидер-гитара, бэк-вокал
- Игорь Тихомиров — бас-гитара, синтез-бас
- Георгий Гурьянов — программирование драм-машины «Yamaha RX-5»

## В искусстве
Финальные титры фильма «Лето» Кирилла Серебренникова о молодом Викторе Цое и ленинградской андеграудной рок-культуре начала 1980-х годов идут под песню «Кончится лето» в исполнении группы «Кино».
Песня дала название российско-казахстанскому фильму «Скоро кончится лето» (2023). Телеканал «Кино ТВ» дал рецензию фильм, в которой Екатерина Загвоздкина отметила: «Сама картина начинается с концерта Виктора Цоя в городе Алматы, заканчивается на следующий день после его смерти, 15 августа 1990 года. Это время — эпоха Цоя, точнее, самый её конец, но в фильме рассказана другая история. Один из героев, главарь дворовой шпаны, — копия Цоя».

## Исполнение другими музыкантами
- В 2000 году песню записала группа «Кукрыниксы» для трибьют проекта «КИНОпробы».
- В 2012 году на концерте «Виктор Цой. 50 лет!» в СК «Олимпийский» песню исполнили группы «Кукрыниксы» и «Ю-Питер»[6].
- В 2018 году свою версию песни создал Леонид Агутин вместе с группой «Эсперанто», добавив в неё трубы и много ударных[7]. Также Агутин снял на песню клип с кадрами с фестиваля «КИНОпробы. Solstice» в Окуловке[8].
- В 2018 году студийную версию песни выпустил «Нейромонах Феофан» вместе с Даниилом Светловым, впервые исполнивший её на фестивале «КИНОпробы. Solstice» в Окуловке в этом же году[8].